# Long Xuyên
Long Xuyên (ouvirⓘ) é uma cidade do Vietname, capital da província de An Giang, na Região do Delta do Rio Mekong. A cidade está localizada a cerca de 1.950 km ao sul de Hanói, capital do país, e 189 km da Cidade de Ho Chi Minh. Também situa-se a 45 km da fronteira do país com o Camboja. Sua população, em 2011, era estimada em 360 000 habitantes, com uma área de apenas 106.87 km².

Long Xuyên é a segunda cidade mais prósperano sudoeste do Vietnã, logo após a cidade de Cần Thơ. [carece de fontes?]

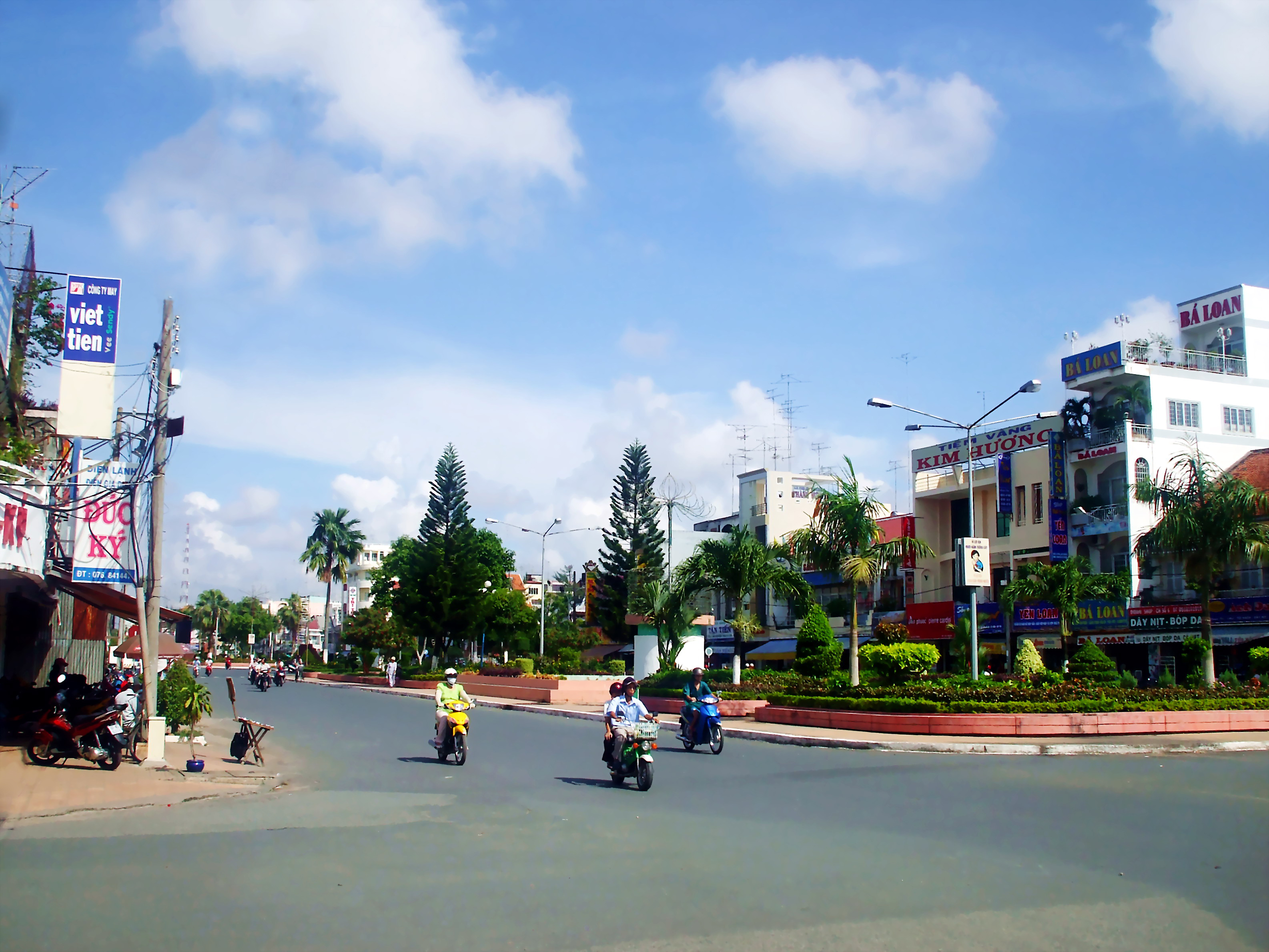
Vista parcial de Long Xuyen, na província de An Giang, no Vietname.